# Skötgrund, Närpes
Skötgrund är en ö i Finland. Den ligger i Bottenhavet och i kommunen Närpes i den ekonomiska regionen  Sydösterbotten i landskapet Österbotten, i den västra delen av landet. Ön ligger omkring 92 kilometer söder om Vasa och omkring 310 kilometer nordväst om Helsingfors.
Öns area är 11 hektar och dess största längd är 0,9 kilometer i nord-sydlig riktning.